# 1997 JT16
1997 JT16 är en asteroid i huvudbältet som upptäcktes den 3 maj 1997 av Beijing Schmidt CCD Asteroid Program vid Xinglong-observatoriet.
Den tillhör asteroidgruppen Eos.